# SN 1999D
SN 1999D – supernowa typu II odkryta 16 stycznia 1999 roku w galaktyce NGC 3690. W momencie odkrycia miała maksymalną jasność 15,60m.